# MAN Lion's City

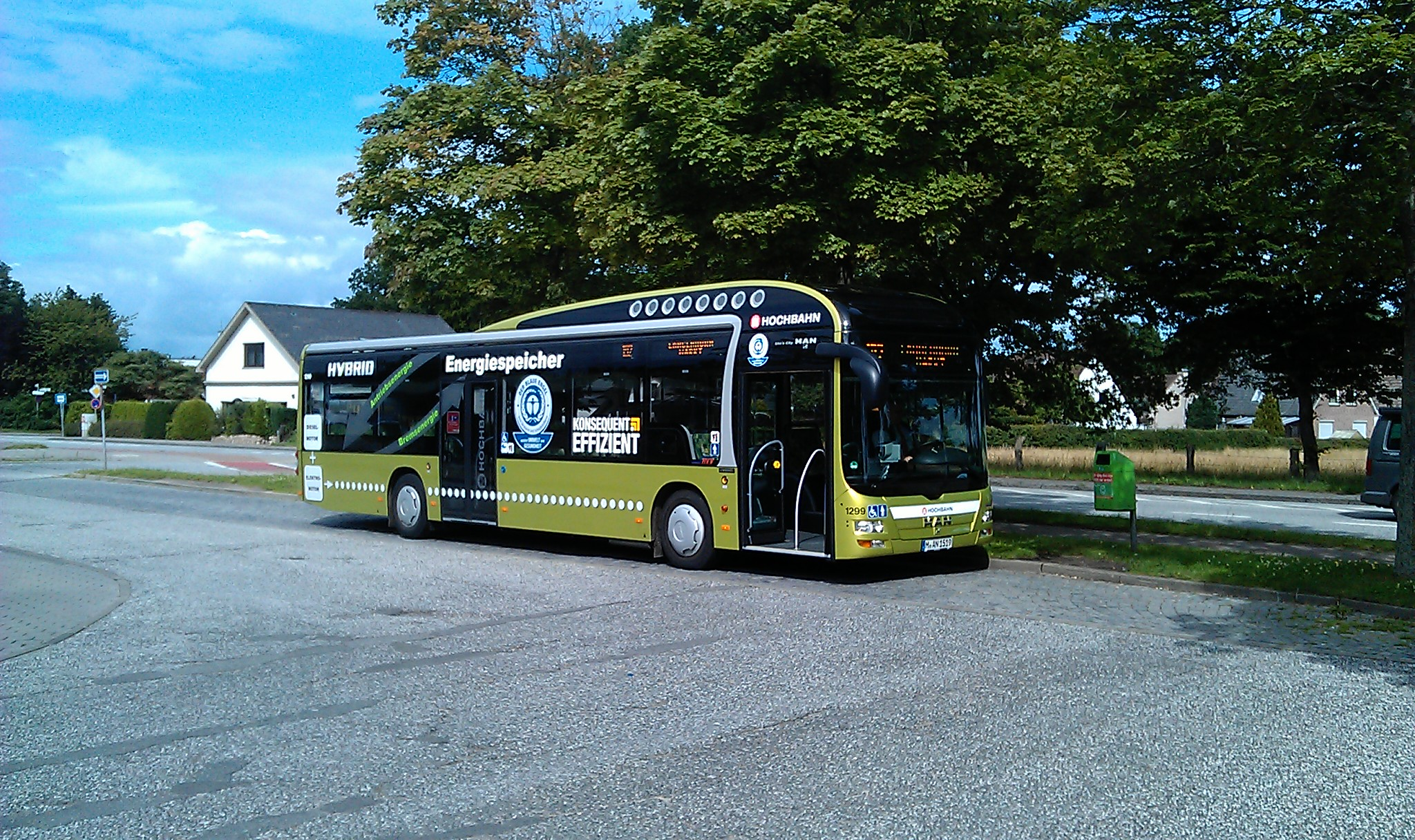
Il MAN Lion's City Hybrid, dotato di supercapacitori prodotti dalla Siemens.

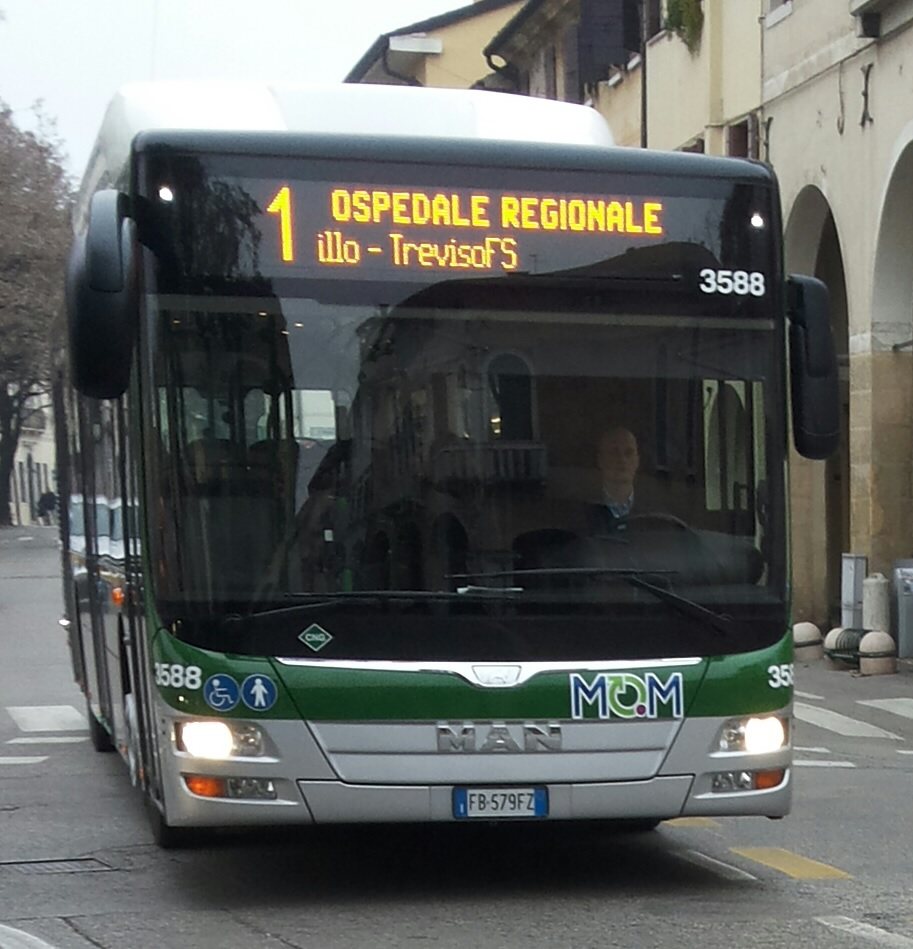
Treviso, Lion's City A21 CNG urbano sulla linea 1

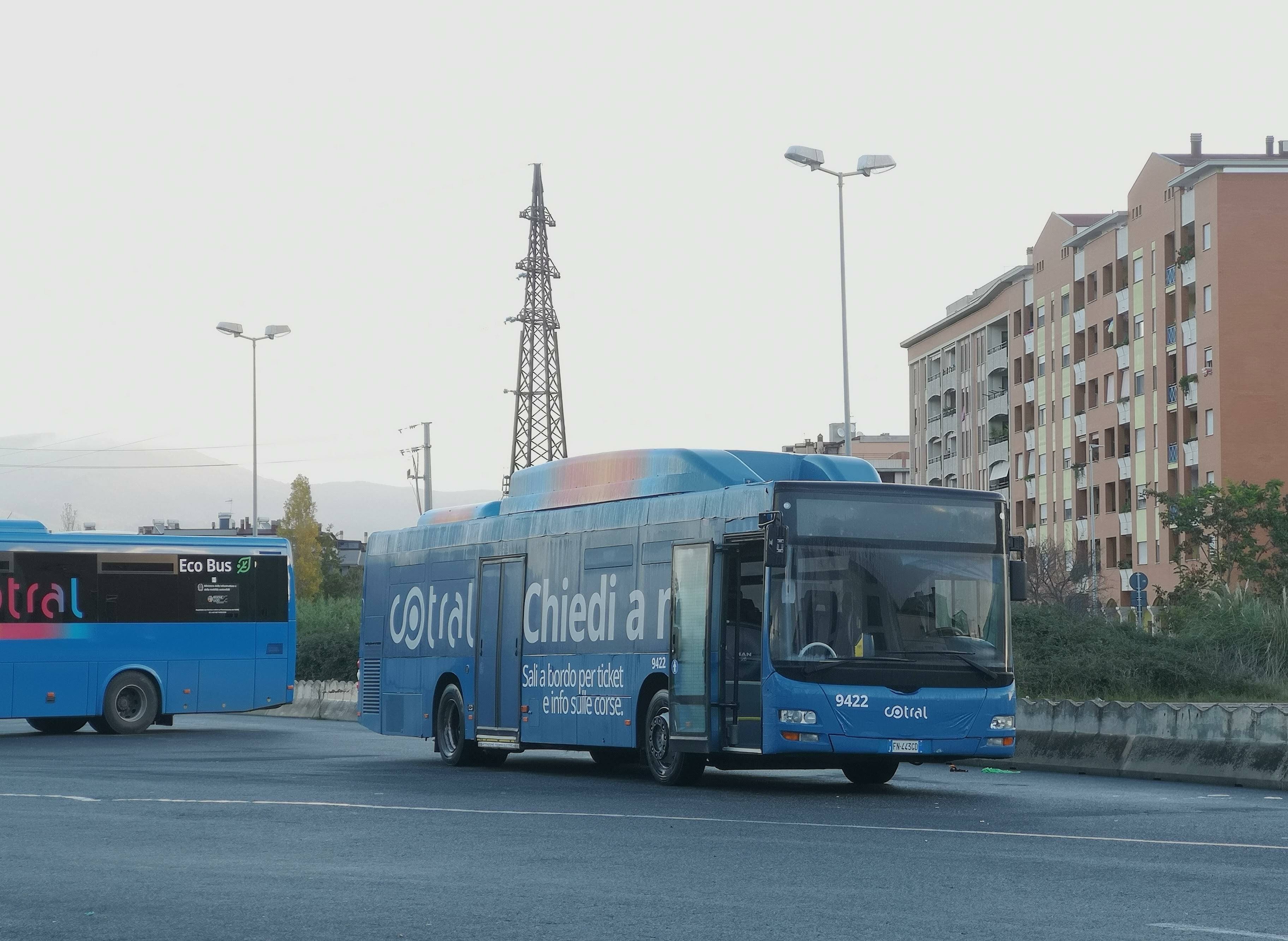
MAN Lion's City A20 NÜ GPL di Cotral (vettura 9422 "CHIEDI A ME") in sosta alle autolinee di Latina.

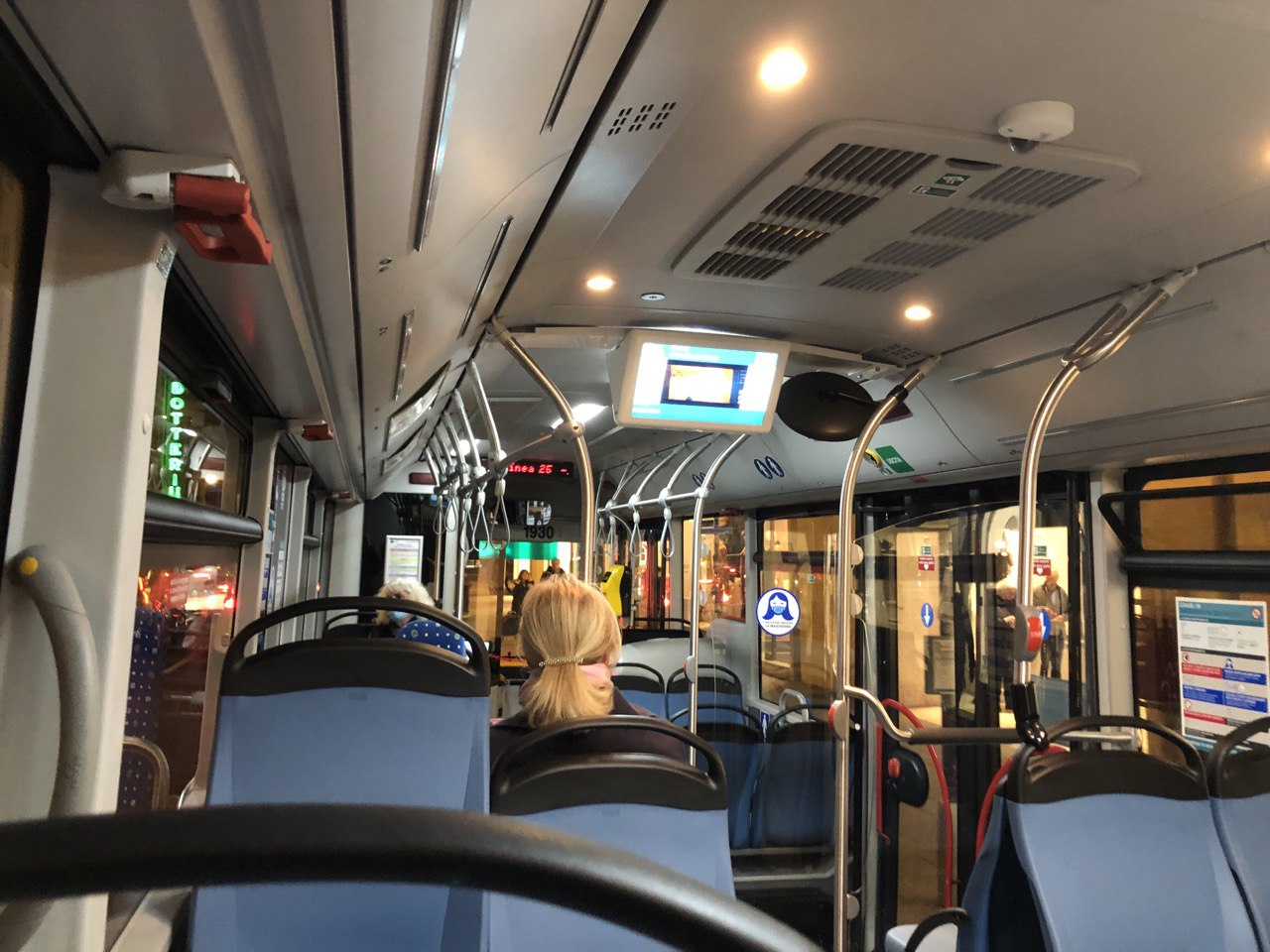
Trieste: Interno del MAN Lion's City M n.1930 della Trieste Trasporti in servizio sulla linea 25

Il MAN Lion's City è un modello di autobus e autosnodato tedesco a pianale ribassato, progettato e prodotto dalla MAN Truck & Bus a partire dal 1996. Commercializzato principalmente come autobus, sono state rese disponibili una versione snodata e una bipiano.
Nel 2005 e nel 2015 è stato insignito del premio Bus of the Year.

## Il contesto
Il Lion's City è disponibile in numerose lunghezze ed allestimenti comprese versioni snodate e bipiano; come la maggior parte degli autobus moderni è dotato di pianale ribassato per l'accesso ai disabili, aria condizionata ed impianto stereo.
Il Lion's City monta un motore sovralimentato (turbo) di potenza da 240CV a 280CV (fino a 360CV per le versioni snodate e interurbane) alimentato a gasolio oppure a metano (Lion's City CNG).
Nel mese di maggio 2010 è stato consegnato il primo Lion's City Hybrid all'azienda di trasporto pubblico di Monaco di Baviera, Münchner Verkehrsgesellschaft (MVG), il primo esemplare ibrido in regolare esercizio di linea.
Secondo le stime della casa madre l'autobus avrebbe un consumo di carburante inferiore di quasi il 30% rispetto ad un analogo autobus urbano. Di pari entità i tagli di emissioni inquinanti e di CO2. Negli ultimi anni, questo autobus è stato acquistato da diverse città europee.
Nel 2017 ha subito un restyling che ne ha comportato la modifica dei gruppi ottici, anteriori e posteriori, e una revisione generale della linea.

## Versioni
Il Lion's City è disponibile in numerose versioni. Fino al 2004, quando fu rivisitato, fu venduto con la sigla del modello, che lo descrive più tre cifre di cui due indicano la potenza in cv e l'ultima è il numero 3 (ad esempio NG363 vuol dire N (da "Niederflur") a pianale ribassato, G ("da Gelenkbus ") autosnodato, l'ultimo 3 che indica che è di terza generazione e 36 che moltiplicato per dieci da la potenza del motore cioè 360 cv in questo caso).
| Nome                                            | Sigla       | Modello        | Configurazione                    | Lunghezza mm             | Larghezza mm | Altezza mm | Assi | N° porte |
| Lion’s City                                     | A21         | NL xx3         | Urbano/suburbano                  | 11.980                   | 2.500        | 2.880      | 2    | 2, 3     |
| Lion’s City                                     | A371        | NL xx3         | Urbano/suburbano                  | 11.980                   | 2.500        | 2.880      | 2    | 2, 3     |
| Lion’s City Ü                                   | A20         | NÜ xx3         | Extraurbano/Interurbano           | 11.980                   | 2.500        | 2.880      | 2    | 2        |
| Lion’s City G                                   | A23         | NG xx3         | Autosnodato Urbano/Suburbano      | 17.980                   | 2.500        | 2.887      | 3    | 3, 4     |
| Lion’s City GL                                  | A23 A404    | NG xx3-18,75 m | Autosnodato Urbano/Suburbano      | 18.750                   | 2.500        | 2.880      | 3    | 3, 4, 5  |
| Lion’s City GXL3                                | A43         | NG 363-20,5 m  | Autosnodato Urbano/Suburbano      | 20.450                   | 2.500        | 2.880      | 4    | 4        |
| Lion’s City M                                   | A662 A762,3 | NM 2x3.2       | Low-Entry-Midibus                 | 8.610 9.575 9.775 10.490 | 2.380        | 2.880      | 2    | 2        |
| Lion’s City M                                   | A351,2      | NM 2x3.3       | Midibus                           | 9.130 9.695 10.395       | 2.380        | 2.880      | 2    | 2, 3     |
| Lion’s City M                                   | A471        | NL 2x3-10,5 m  | Midibus                           | 10.500                   | 2.500        | 2.880      | 2    | 2, 3     |
| Lion’s City M                                   | A222        | NL xx3-yy,y m  | Midibus                           | 10.500 11.210            | 2.500        | 2.880      | 2    | 2, 3     |
| Lion’s City C                                   | A26         | NL 3x3-13,7 m  | Urbano/suburbano                  | 13.680                   | 2.500        | 2.880      | 3    | 3        |
| Lion’s City L (Fino al 2009: Lion’s City LL)    | A26         | NL 3x3-15 m    | Urbano/suburbano                  | 14.705                   | 2.500        | 2.880      | 3    | 2, 3     |
| Lion’s City ÜLL3                                | A25         | NÜ xx3-15 m    | Extraurbano/Interurbano           | 14.705                   | 2.500        | 2.880      | 3    | 2, 3     |
| Lion’s City LE (Fino al 2008: Lion’s City T)    | A781        | EL 2x3         | Low-Entry-Bus Urbano/suburbano    | 11.857                   | 2.550        | 3.128      | 2    | 2, 3     |
| Lion’s City LE Ü (FIno al 2008: Lion’s City TÜ) | A781        | EL 2x3         | Low-Entry-Extraurbano/Interurbano | 11.950                   | 2.550        | 3.128      | 2    | 2        |
| Lion’s City DD                                  | A39         | ND 3x3         | Bus a due piani Urbano            | 13.730                   | 2.550        | 4.060      | 3    | 3        |
| Lion’s City                                     | A22         | NL xx3F        | Urbano/Suburbano guida a destra   | 20.000                   | 2.550        | mm         | 3    | 3, 4, 5  |

Dimensioni senza contare specchietti retrovisori esterni e condizionatori
1 motore verticale, 2 costruiti da Göppel Bus, 3 cessata produzione, 4 denominazione da ottobre 2011
Tutte le versioni, ad eccezione di quella GXL e DD, sono disponibili con alimentazione a GPL  o BIOGAS.
È disponibile una versione del MAN Lion's City A37 con alimentazione ibrida.